# Поппи
По́ппи (итал. Poppi) — коммуна в Италии, расположена в области Тоскана, в провинции Ареццо.
Население коммуны, на 01.01.2024 года, составляет 5828 человек, плотность населения ─ 60,03 чел./км². Коммуна занимает площадь 97,08 км². Почтовый индекс — 52014. Телефонный код — 0575.
Покровителем населённого пункта почитается святой San Torello.

## Демография
Динамика населения:

## Администрация коммуны
- Официальный сайт: http://www.comune.poppi.ar.it/ Архивная копия от 21 апреля 2010 на Wayback Machine